# A las once en casa
A las once en casa és una sèrie de televisió produïda per Starline i dirigida per Eva Lesmes i Pepe Pavón emesa per La 1 entre el 12 de gener de 1998 i 28 de juny de 1999.

## Argument
La sèrie contava la història d'Ángel, un home separat que viu amb la seva segona dona i els seus fills. La seva exdona es converteix gairebé en una més en la seva nova família. La sèrie es va emetre amb gran èxit a Televisió Espanyola.

## Repartiment principal
- Antonio Resines (Episodi 1 - Episodi 65) - Ángel
- Ana García Obregón (Episodi 1 - Episodi 54) - Paula
- Carmen Maura (Episodi 1 - Episodi 65) - Olga
- Agustín González (Episodi 15; Episodi 55 - Episodi 65) - Don Ramón
- Lidia San José (Episodi 1 - Episodi 65) - Lucía
- Duna Santos (Episodi 1 - Episodi 35) - Bea
- Beatriz Rico (Episodi 28 - Episodi 65) - Julia
- Juan Díaz (Episodi 1 - Episodi 30; Episodi 35; Episodi 37 - Episodi 38) - Luis
- Javier de Quinto (Episodi 1 - Episodi 28; Episodi 37) - Álex
- Mariola Fuentes (Episodi 1 - Episodi 38) / Beatriz Santiago (Episodi 45 - Episodi 65) - Charito
- Javier Manrique (Episodi 1 - Episodi 65) - José Antonio, "Chachi"
- Christian Criado (Episodi 29 - Episodi 60) - Willy
- Mary Carmen Ramírez (Episodi 1 - Episodi 28; Episodi 38) - Mariló
- Alfonso Vallejo (Recurrente Episodi 1 - Episodi 42; Principal Episodi 54 - Episodi 65) - Agustín
- Pedro Alonso (Episodi 1 - Episodi 28) - Alejo
- Ayanta Barilli (Episodi 2 - Episodi 40) - Lola
- Andrea Occhipinti (Episodi 39 - Episodi 54) - Gaspar
- Borja Elgea (Episodi 29 - Episodi 65) - Jean Paul
- Yoima Valdés (Episodi 39 - Episodi 65) - Deisy

## Episodis

### Temporada 1 (1998)
| Núm (sèrie) | N.º (temp.) | Títol                            | Data d'emissió       |
| ----------- | ----------- | -------------------------------- | -------------------- |
| 1           | 1           | «Un día inolvidable»             | 12 de gener de 1998  |
| 2           | 2           | «Mi novio es un Blackstreet Boy» | 19 de gener de 1998  |
| 3           | 3           | «Espías como nosotras»           | 26 de gener de 1998  |
| 4           | 4           | «Chinches»                       | 2 de febrer de 1998  |
| 5           | 5           | «Noche de perros»                | 9 de febrer de 1998  |
| 6           | 6           | «Siempre hay una primera vez»    | 16 de febrer de 1998 |
| 7           | 7           | «Ángel caído»                    | 23 de febrer de 1998 |
| 8           | 8           | «Crisis»                         | 2 de març de 1998    |
| 9           | 9           | «El mundo de Lucía»              | 9 de març de 1998    |
| 10          | 10          | «Sola en casa»                   | 16 de març de 1998   |
| 11          | 11          | «Mujeres y maridos»              | 23 de març de 1998   |
| 12          | 12          | «Guerra de sexos»                | 30 de març de 1998   |
| 13          | 13          | «Canasta de tres»                | 6 d'abril de 1998    |
| 14          | 14          | «Arriba y abajo»                 | 13 d'abril de 1998   |
| 15          | 15          | «De mal en peor»                 | 20 d'abril de 1998   |
| 16          | 16          | «Dátiles y ruptura»              | 27 d'abril de 1998   |
| 17          | 17          | «Cumpleaños feliz»               | 4 de maig de 1998    |
| 18          | 18          | «A flor de piel»                 | 11 de maig de 1998   |
| 19          | 19          | «El amor está en el aire»        | 18 de maig de 1998   |
| 20          | 20          | «Que vienen, que vienen»         | 25 de maig de 1998   |
| 21          | 21          | «La vida sin Ángel»              | 1 de juny de 1998    |

### Temporada 2 (1998-1999)
| Núm (sèrie) | Núm (temp.) | Títol                                                | Data d'emissió         |
| ----------- | ----------- | ---------------------------------------------------- | ---------------------- |
| 22          | 1           | «Que nos quiten lo bailao»                           | 7 de setembre de 1998  |
| 23          | 2           | «Pronósticos reservados»                             | 14 de setembre de 1998 |
| 24          | 3           | «Enredados»                                          | 21 de setembre de 1998 |
| 25          | 4           | «La abnegada vida del ejecutivo moderno»             | 28 de setembre de 1998 |
| 26          | 5           | «Lo que Dios ha unido, que no lo separe el hombre»   | 28 de setembre de 1998 |
| 27          | 6           | «Y ahora, ¿qué pasa con Ángel?»                      | 5 d'octubre de 1998    |
| 28          | 7           | «Borrón y cuenta nueva»                              | 12 d'octubre de 1998   |
| 29          | 8           | «Teoría y práctica del caos»                         | 19 d'octubre de 1998   |
| 30          | 9           | «Celos y despedidas»                                 | 26 d'octubre de 1998   |
| 31          | 10          | «Las ex unidas jamás serán vencidas»                 | 9 de novembre de 1998  |
| 32          | 11          | «El teorema de Casanova»                             | 16 de novembre de 1998 |
| 33          | 12          | «Ángel y el lobo»                                    | 23 de novembre de 1998 |
| 34          | 13          | «Ellas y el cometa»                                  | 30 de novembre de 1998 |
| 35          | 14          | «Hogar, dulce hogar»                                 | 7 de desembre de 1998  |
| 36          | 15          | «Pasiones ilustradas»                                | 14 de desembre de 1998 |
| 37          | 16          | «Esas fechas tan entrañables»                        | 21 de desembre de 1998 |
| 38          | 17          | «¿Dónde está Chachi?»                                | 28 de desembre de 1998 |
| 39          | 18          | «Quiero ser fea»                                     | 4 de gener de 1999     |
| 40          | 19          | «Me voy de casa»                                     | 11 de gener de 1999    |
| 41          | 20          | «¿Dónde está quién?»                                 | 18 de gener de 1999    |
| 42          | 21          | «Principios y solidaridad»                           | 25 de gener de 1999    |
| 43          | 22          | «Aparta de mí esas fotos»                            | 1 de febrer de 1999    |
| 44          | 23          | «Amenaza de boda»                                    | 4 de febrer de 1999    |
| 45          | 24          | «Nunca digas jamás»                                  | 15 de febrer de 1999   |
| 46          | 25          | «Siempre nos quedará París»                          | 22 de febrer de 1999   |
| 47          | 26          | «Descolocados»                                       | 1 de març de 1999      |
| 48          | 27          | «Mi Olga está loca»                                  | 8 de març de 1999      |
| 49          | 28          | «La verdad os hará libres»                           | 15 de març de 1999     |
| 50          | 29          | «Que viene»                                          | 22 de març de 1999     |
| 51          | 30          | «Su tabaco, gracias»                                 | 29 de març de 1999     |
| 52          | 31          | «No somos ni Romeo ni Julieta»                       | 5 d'abril de 1999      |
| 53          | 32          | «Duelo entre caballeros»                             | 12 d'abril de 1999     |
| 54          | 33          | «Punto y aparte»                                     | 19 d'abril de 1999     |
| 55          | 34          | «Ni padre, ni madre, ni niña que lo aguante»         | 26 d'abril de 1999     |
| 56          | 35          | «Esto no me puede pasar»                             | 3 de maig de 1999      |
| 57          | 36          | «A lo hecho, pecho»                                  | 10 de maig de 1999     |
| 58          | 37          | «Top secret»                                         | 17 de maig de 1999     |
| 59          | 38          | «La vida que da sorpresas, sorpresas que da la vida» | 24 de maig de 1999     |
| 60          | 39          | «¿Y cómo es él?»                                     | 31 de maig de 1999     |
| 61          | 40          | «Flores para Ángel»                                  | 7 de juny de 1999      |
| 62          | 41          | «Madre no hay más que una»                           | 14 de juny de 1999     |
| 63          | 42          | «El síndrome de la felicidad»                        | 21 de juny de 1999     |
| 64          | 43          | «Despedidas»                                         | 28 de juny de 1999     |
| 65          | 44          | «Tú a Hollywood y yo a Alpedrete»                    | 28 de juny de 1999     |

## Premis
- Fotogramas de Plata 1998: Millor actriu de televisió per Carmen Maura.[4]